# Euscelidia tsavo
Euscelidia tsavo är en tvåvingeart som beskrevs av Dikow 2003. Euscelidia tsavo ingår i släktet Euscelidia och familjen rovflugor.
Artens utbredningsområde är Kenya. Inga underarter finns listade i Catalogue of Life.